# Stu Williamson
Pour les articles homonymes, voir Williamson.
Stu Williamson, de son vrai nom Stuart Lee Williamson, né le 14 mai 1933 à Brattleboro, dans le Vermont, et décédé le 1er octobre 1991 à Studio City, en Californie, est un tromboniste (trombone à pistons) et trompettiste de jazz américain. 
Il est le frère cadet du pianiste Claude Williamson.

## Biographie
Stu Williamson commence sa carrière dans des big bands comme ceux de Stan Kenton (1951, puis 1954-1955), Woody Herman (1952-1953) et, plus ponctuellement, Billy May et Charlie Barnet. 
À partir du milieu des années 50, il est musicien free-lance en Californie. Il travaille pour les studios de Los Angeles. En ce qui concerne le jazz, il apparait, soit au trombone à pistons, soit à la trompette, dans une multitude d'enregistrements de jazz West Coast. On peut retenir, entre autres, ses multiples collaborations avec le batteur Shelly Manne et sa participation au disque The Artistry Of Pepper (1957) d'Art Pepper. 
Malheureusement, à partir de 1968, sa consommation de drogues et des problèmes de santé le font disparaître de la scène musicale. Il décède en 1991.

## Discographie partielle

### Comme leader
- 1956 : Stu Williamson, Bethlehem Records BCP-55

### Comme sideman
- 1956 : Shelly Manne and His men : More Swinging Sounds, Contemporary Records S-7519
- 1956 :  Bill Perkins : On Stage, Pacific Jazz Records PJ-1221
- 1957 : Art Pepper : The Artistry of Pepper, Pacific Jazz Records
- 1959 : Jack Sheldon : Jack's Groove, GNP Records GNP 60